# Nassima Saifi
Nassima Saifi, née le 29 octobre 1988, est une athlète paralympique algérienne, pratiquant principalement dans la catégorie F57 des épreuves de lancer. Spécialiste du lancer du disque et du lancer du poids, Saifi est double médaillée d'or paralympique et trois fois championne du monde.

## Biographie
Nassima Saifi naît à Mila, Algérie, en 1988. Née valide, sa jambe gauche est amputée, après avoir un heurt avec une voiture, en 1998. Son père, réalisant qu'elle avait besoin de s'occuper pendant son temps libre, l'encourage à faire carrière dans l'athlétisme. Elle rejoint le club handisport de Mila, où elle se forme.

## Carrière sportive
Grâce à l'aide et l'encouragement de son père, Nassima Saifi fait ses débuts sur la scène internationale pour l'Algérie en 2006, aux Championnats du monde d'athlétisme IPC à Lille. Elle pratique le lancer du poids et le lancer du disque et termine cinquième des deux épreuves. Elle fait sa première apparition aux Jeux paralympiques à l'occasion des Jeux d'été de 2008 à Pékin. Elle concourt au lancer du poids et du disque, terminant respectivement dixième et quatrième.
Le premier succès international de Nassima Saifi est obtenu lors des Championnats du monde d'athlétisme handisport 2011 à Christchurch, toujours en lancer du disque et du poids. Bien que terminant neuvième au début, elle obtient finalement la médaille d'or du disque, avec un lancer à une distance de 40,99 mètres, une amélioration de plus de six mètres de sa meilleure performance de Pékin. L'année suivante, elle apparaît aux Jeux paralympiques de 2012, à Londres, et remporte la médaille d'or au lancer du disque (F57-58) avec un lancer à 40,34 mètres, devenant ainsi championne du monde et championne paralympique.
Aux Championnats du monde de 2013 à Lyon, Nassima Saifi conserve son titre au lancer du disque mais remporte également une médaille de bronze au lancer du poids, sa première médaille dans cette discipline à l'échelle mondiale. Lors de l'épreuve du lancer du disque, elle bat le record du monde de lancer avec 42,05 mètres, devançant l'Irlandaise Orla Barry. Deux ans plus tard, à Doha, Nassima Saifi obtient pour la troisième année consécutive un titre mondial au lancer du disque.
En préparation pour les jeux paralympiques, elle est formée par Hocine Saadoun, trois heures par jour, tous les jours, sauf le week-end.
Nassima Saifi a consolidé sa position parmi les plus grands athlètes paralympiques des Jeux paralympiques d'été de 2016 à Rio. Malgré des lancers bien en dessous de ses meilleures performances (elle a lancé au mieux à 33,33 mètres), elle est capable de gagner la médaille d'or, restant invaincue à la fois au niveau mondial et paralympique depuis 2011. Elle remporte également la médaille d'argent au lancer du poids, une première pour elle aux Jeux paralympiques.
En 2024, elle remporte un nouveau titre au lancer de disque F57 aux Jeux paralympiques de Paris, en établissant dès son premier essai un nouveau record paralympique F57, avec un lancer à 35,55 mètres.